# Méliès d'or
Le Méliès d'or est une récompense créée en 1995 et décernée depuis sa première édition en 1996 dans le cadre de l'European Fantastic Film Festivals Federation. Il récompense le meilleur film fantastique ou de science-fiction. Depuis 2002, il récompense également le meilleur court métrage fantastique ou de science-fiction.
Son nom est un hommage au cinéaste Georges Méliès.

## Déroulement de la compétition

### Longs métrages
Chacun des neuf festivals adhérents à l'European Fantastic Film Festivals Federation décerne chaque année un Méliès d'argent à l'un des films en compétition. L'attribution d'un Méliès d'argent entraîne automatiquement sa nomination pour le Méliès d'or. Celui-ci est remis annuellement, et à tour de rôle dans chacun des festivals adhérents.
Les festivals adhérents et associés ne participent pas à l'organisation de la compétition.

### Courts métrages
Chacun des festivals adhérents et des festivals associés à l'European Fantastic Film Festivals Federation décerne chaque année un Méliès d'argent à l'un des court métrage en compétition. L'attribution d'un Méliès d'argent entraîne automatiquement sa nomination pour le Méliès d'or du meilleur court métrage. Celui-ci est remis annuellement, et à tour de rôle dans chacun des festivals adhérents.
Les festivals associés à l'EFFFF ne participent pas à l'organisation de la compétition.

## Palmarès

### Longs métrages
| Année | Lieu de la cérémonie | Film                                      | Réalisateur                             | Pays                 |
| ----- | -------------------- | ----------------------------------------- | --------------------------------------- | -------------------- |
| 1996  | Bruxelles            | Le Jour de la bête (El Día de la bestia)  | Álex de la Iglesia                      | Espagne              |
| 1997  | Porto                | Le Spectre de Thuit (Tren de Sombras)     | José Luis Guerin                        | Argentine            |
| 1998  | Rome                 | Forever (Photographing Fairies)           | Nick Willing                            | Royaume-Uni          |
| 1999  | Sitges               | La Secte sans nom (Los sin Nombre)        | Jaume Balagueró                         | Espagne              |
| 2000  | Porto                | Possessed (Besat)                         | Anders Rønnow-Klarlund                  | Danemark             |
| 2001  | Bruxelles            | Thomas est amoureux                       | Pierre-Paul Renders                     | Belgique / France    |
| 2002  | Luxembourg           | Fausto 5.0                                | Alex Ollé, Isidro Ortiz, Carlos Padrisa | Espagne              |
| 2003  | Amsterdam            | Les Bouchers verts (De Grønne slagtere)   | Anders Thomas Jensen                    | Danemark             |
| 2005  | Neuchâtel            | Code 46                                   | Michael Winterbottom                    | Royaume-Uni          |
| 2006  | Espoo                | Adam's Apples (Adams Æbler)               | Anders Thomas Jensen                    | Danemark             |
| 2007  | Lund                 | Princesse (Princess)                      | Anders Morgenthaler                     | Danemark / Allemagne |
| 2008  | Sitges               | Morse (Låt den rätte komma in)            | Tomas Alfredson                         | Suède                |
| 2009  | Sitges               | Martyrs                                   | Pascal Laugier                          | Canada / France      |
| 2010  | Sitges               | Buried                                    | Rodrigo Cortés                          | Espagne              |
| 2011  | Sitges               | Balada triste (Balada triste de trompeta) | Alex de la Iglesia                      | Espagne              |
| 2012  | Sitges               | Vanishing Waves                           | Kristina Buozyte                        | Lituanie             |
| 2013  | Sitges               | Au nom du fils                            | Vincent Lannoo                          | Belgique / France    |
| 2014  | Sitges               | Alleluia                                  | Fabrice du Welz                         | Belgique / France    |
| 2015  | Trieste              | Goodnight Mommy (Ich seh Ich seh)         | Veronica Franz et Severin Fiala         | Autriche             |
| 2016  | Lund                 | Grave                                     | Julia Ducournau                         | France / Belgique    |
| 2017  | Trieste              | Thelma                                    | Joachim Trier                           | Norvège              |
| 2018  | Sitges               | Climax                                    | Gaspar Noé                              | France               |
| 2019  | Sitges               | In Fabric                                 | Peter Strickland                        | Royaume-Uni          |
| 2020  | Sitges               | Pelikanblut                               | Katrin Gebbe                            | Allemagne / Bulgarie |
| 2021  | Sitges               | Censor                                    | Prano Bailey-Bond                       | Royaume-Uni          |
| 2022  | Strasbourg           | Piggy                                     | Carlota Martinez-Pereda                 | Espagne, France      |
| 2023  | Sitges               | Lola                                      | Andrew Legge                            | Royaume-Uni, Irlande |

### Courts métrages
| Année | Lieu de la cérémonie | Film                                  | Réalisateur            | Pays       |
| ----- | -------------------- | ------------------------------------- | ---------------------- | ---------- |
| 2002  | Luxembourg           | Oh My God?!                           | Christophe Van Rompaey | Belgique   |
| 2003  | Amsterdam            | El Tren de la Bruja                   | Koldo Serra            | Espagne    |
| 2005  | Neuchâtel            | La dernière minute (Last minute)      | Nicolas Salis          | France     |
| 2006  | Espoo                | Starfly                               | Beryl Koltz            | Luxembourg |
| 2007  | Lund                 | Sniffer                               | Bobbie Peers           | Norvège    |
| 2008  | Sitges               | Of Cats & Women                       | Jonas Govaerts         | Belgique   |
| 2009  | Sitges               | Cold and Dry (Tørt og kjølig)         | Kristoffer Joner       | Norvège    |
| 2010  | Sitges               | El ataque de los robots de Nebulosa 5 | Chema García Ibarra    | Espagne    |
| 2011  | Sitges               | Suiker                                | Jeroen Annokkée        | Pays-Bas   |
| 2012  | Neuchâtel            | Room 606                              | Peter Volkart          | Suisse     |
| 2013  | Sitges               | Voice over                            | Martin Rosete          | Espagne    |
| 2014  | Sitges               | The body                              | Paul Davis             | Angleterre |
| 2015  |                      | Supervenus                            | Frédéric Doazan        | France     |
| 2016  |                      | The Frozen Eye                        | Karim Ouelhaj          | Belgique   |
| 2017  |                      | Expire                                | Magali Magistry        | France     |
| 2018  |                      | Clanker Man                           | Ben Steiner            | France     |
| 2022  | Strasbourg           | From Beyond                           | Fredrik S. Hana        | Norvège    |
| 2023  | Sitges               | Gnomes                                | Ruwan Suresh Heggelman | Pays-Bas   |